# Блю Вотер Арена
Блю Вотер Арена (англ. Blue Water Arena), старое название Стадион Эсбьерг (дат. Esbjerg Stadion) — футбольный стадион, расположенный в спортивном парке Эсбьерг в Эсбьерге, Дания. Это домашняя арена ФК Эсбьерг, вмещающая 17 442 зрителя, из которых 11 286 сидячие места. В настоящее время это второй по величине стадион в Ютландии и четвёртый по величине в Дании.

## История
Спортивный парк Эсбьерг был основан в 1926 году. Первое футбольное поле с беговой дорожкой и зоной для толкания ядра, прыжков в высоту, прыжков с шестом и прыжков в длину открылось 22 сентября 1929 года. В 1951 году началась реконструкция футбольного стадиона, но у муниципалитета закончились средства, и проект остановился. В 1955 году была построена первая трибуна и официально открыт Стадион Эсбьерг.
В 1999 году стадион стал местом проведения футбольных матчей на Европейском юношеском олимпийском фестивале.
В 2004 году была проведена крупная реконструкция, включающая строительство новой трибуны, модернизацию освещения и установку системы подогрева поля.
С 2008 по 2009 год проходила глобальная модернизация стадиона. После заключения спонсорского соглашения с компанией Blue Water Shipping, в 2009 году стадион открылся с новым названием.
В связи с нападением фаната на арбитра во время матча Дания — Швеция на отборочном турнире к чемпионату Европы по футболу 2008 года, в результате которого было запрещено проведение матчей отборочного турнира УЕФА для Дании в радиусе 250 км от Копенгагена, стадион Эсбьерг был упомянут как возможное место в Дании, на котором могут проводиться домашние матчи отборочного турнира УЕФА для Дании, поскольку это самый большой стадион в стране, расположенный более чем в 250 км от Копенгагена. Позднее УЕФА изменила решение и 9 июля 2007 года Датская футбольная ассоциация объявила, что игры против Испании и Лихтенштейна пройдут в Орхусе, а игры против Латвии и Исландии — в Копенгагене.